# Benjamin W. Leigh

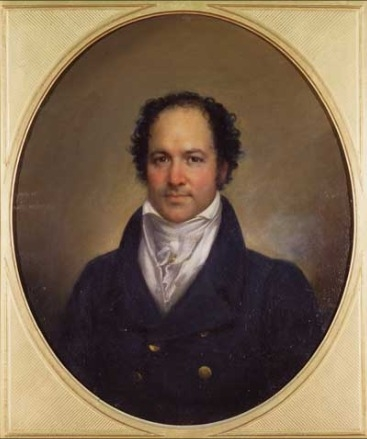
Benjamin W. Leigh

Benjamin Watkins Leigh (* 18. Juni 1781 im Chesterfield County, Virginia; † 2. Februar 1849 in Richmond, Virginia) war ein US-amerikanischer Politiker, der den Bundesstaat Virginia im US-Senat vertrat.
Benjamin Leigh, der Sohn eines Geistlichen, erhielt seine Schulbildung von Privatlehrern. Danach besuchte er das College of William & Mary in Williamsburg, an dem er 1802 seinen Abschluss machte. In der Folge studierte er die Rechtswissenschaften, wurde in die Anwaltskammer und begann in Petersburg zu praktizieren. Er kämpfte im Britisch-Amerikanischen Krieg.
Seine politische Laufbahn begann mit der Mitgliedschaft im Abgeordnetenhaus von Virginia, wo er zwischen 1811 und 1813 das Dinwiddie County vertrat. Danach zog er nach Richmond und trieb dort seine juristische Karriere voran. 1819 war er maßgeblich an der Überarbeitung des Gesetzbuches von Virginia beteiligt; zwischen 1829 und 1841 übte er das Amt des Gerichtsschreibers am Virginia Court of Appeals aus. Außerdem nahm er 1829 und 1830 am Verfassungskonvent seines Staates teil.
Nachdem er von 1830 bis 1831 eine weitere Amtszeit im Parlament von Virginia verbracht hatte, wurde Leigh 1834 als Nachfolger des zurückgetretenen William Cabell Rives in den US-Senat in Washington gewählt. Ursprünglich in der National Republican Party aktiv, wechselte er wie die meisten von deren Mitgliedern später zu den Whigs. Leigh zog am 26. Februar 1834 in den Kongress ein, beendete Rives' bis zum 3. März 1835 laufende Amtszeit und gewann auch die nächste reguläre Wahl für die folgende Legislaturperiode, legte dann aber seinerseits schon am 4. Juli 1836 sein Mandat nieder. Er kehrte nach Richmond zurück, wo er wieder als Anwalt arbeitete und im Februar 1849 starb.